# Le Diable noir (pel·lícula de 1905)
Le Diable noir és un curtmetratge mut francès de 1905 dirigida per Georges Méliès. Va ser estrenat per la Star Film Company de Méliès i està numerat del 683 al 685 als seus catàlegs.

## Sinopsi
Un diablr màgic entremaliat salta per dins d'una habitació d'hotel, saltant del llit a la taula i després, de la cadira a un sofà car. Arriba un resident respectable acompanyat per la patrona i el seu marit, i en poc temps comencen a passar coses estranyes. Els mobles es mouen màgicament d'un lloc a un altre i fins i tot desapareixen completament davant dels seus ulls. Al final, el maliciós dimoni es materialitza davant els convidats sorpresos, provocant un gran xoc emocional.

## Producció
Méliès apareix a la pel·lícula com el conviday distingiy de l'hotel. Els efectes especials inclouen tècniques de pirotècnia així com molts escamoteigs; hi ha 61 escamoteigs només en la seqüència de cadira mòbil.
L'estudi del llibre de John Frazer de 1979 sobre Méliès i una guia de l'obra de Méliès de 1981 del Centre national de la cinématographie, tots dos dediquen seccions a Le Diable noir. Els compiladors d'aquest últim llibre informen que semblen existir dues versions diferents de la pel·lícula: la còpia vista per a la seva anàlisi difereix del resum de Frazer en l'esquema argumental, i fins i tot en el nombre de cadires que estan implicades en la seqüència de cadira.
En un article d'abril de 1979 a Cahiers du cinema la directora de cinema Marie-Christine Questerbert va descriure Le Diable noir com un exemple clàssic de la manera de Méliès d'evocar el desordre, creant proliferació a partir de motius visuals simples.